# Грибіней
Гребінець (на мапах невірна назва Грибіне́й)— видовжена гора у формі гребеня і урочище на території Канівського району Черкаської області України. Розташоване за 2,5 км на північний схід від села Іваньків, за 2,5 км на північ від села Бучак та за 3,5 км на південь від села Григорівка.
Урочище представлене великим лісовим масивом, обмеженим із сходу узбережжям Канівського водосховища, до якого південним краєм обривається стрімко. Північна ж частина узбережжя полога і утворює прибережну низовину. Ліси формують листяні породи дерев, з переважанням дуба та вільхи. В південній частині, на краю урочища, знаходиться Лисяче джерело (Рожена криниця). Недалеко від джерела тривалий час знаходилося Бучацьке лісництво, після будівництва Канівської ГЕС перенесене в село Іваньків, а потім в село Бобриця.
| {{{alt}}} | Це незавершена стаття про Канівський район. Ви можете допомогти проєкту, виправивши або дописавши її. |